# W krzywym zwierciadle: Witaj, Święty Mikołaju 2
W krzywym zwierciadle: Witaj, Święty Mikołaju 2 (ang. National Lampoon's Christmas Vacation 2: Cousin Eddie's Island Adventure) – amerykańska komedia z 2003 roku w reżyserii Nicka Marcka.

## Opis fabuły
Nieudacznik Eddie Johnson (Randy Quaid) tuż przed Bożym Narodzeniem traci pracę. Szef, aby uniknąć pozwu o odszkodowanie, funduje mu wyjazd na Hawaje. Podczas wycieczki łodzią Eddie i jego bliscy mają wypadek. Cała rodzina musi spędzić święta na bezludnej wyspie.

## Obsada
- Randy Quaid jako Eddie Johnson
- Miriam Flynn jako Catherine Johnson
- Dana Barron jako Audrey Griswold
- Ed Asner jako wujek Nick
- Beverly Garland jako ciocia Jessica
- Sung Hi Lee jako Muka Luka Miki
- Jake Thomas jako Clark "Third" Johnson